# Rosa Sensat
Rosa Sensat i Vilà (El Masnou, 17 luglio 1873 – Barcellona, 1º ottobre 1961) è stata una docente e pedagogista spagnola.
Con il suo lavoro ha contribuito notevolmente allo sviluppo della scuola pubblica catalana durante il primo terzo del XX secolo.
Si è occupata di diffondere nuovi metodi educativi e nel 1914 è stata la prima direttrice della sezione femminile della Escola de Bosc di Barcellona. Nel 1921 è stata incaricata di progettare il programma di studi per la Biblioteca Popular de la Mujer, un centro culturale creato nel 1909 da Francesca Bonnemaison Farriols, primo centro in Europa dedicato alla formazione culturale e lavorativa delle donne.

## Opere principali
- Rapport présenté au III Congrès International d'Enseignement Manager (1922)
- Les ciències en la vida de la llar (1923)
- Cómo se enseña la economía doméstica (1927)
- Hacia la nueva escuela (1934)